# جو ثيسمان
جوزيف روبرت ثيسمان (بالإنجليزية: Joe Theismann) (من مواليد 9 سبتمبر 1949 في نيو برونويك) هو لاعب كرة قدم أمريكي سابقًا ومعلق رياضي أمريكي حالياً.

## وصلات خارجية
- جو ثيسمان على موقع مرجع كرة القدم المحترفة.كوم (الإنجليزية)
- جو ثيسمان على موقع IMDb (الإنجليزية)
- جو ثيسمان على موقع إن إن دي بي (الإنجليزية)
- جو ثيسمان على موقع قاعدة بيانات الفيلم (الإنجليزية)